# Eileen Saki
Eileen Saki (18 de noviembre de 1943-Los Ángeles, 1 de mayo de 2023) fue una actriz estadounidense de origen japonés. Fue la última y más longeva actriz que interpretó a Rosie, propietaria del Rosie's Bar en la serie de televisión M*A*S*H. También tuvo un pequeño pero memorable papel en el episodio de estreno de la quinta temporada como Madam principal de un coqueto grupo de prostitutas.
El cambio de actrices en el papel de Rosie imita el traspaso real del Rosie's Bar durante la guerra de Corea de madre a hija. Alan Alda se dio cuenta de esto cuando recibió una carta de la verdadera Rosie Jr. sobre el incidente a principios de los 80s, una copia de la cual está disponible en el libro The Last Days of M*A*S*H de Alan y Arlene Alda.

## Muerte
Saki falleció el 1 de mayo de 2023 a los 79 años, por complicaciones de cáncer de páncreas en Los Ángeles, California.

## Filmografía
| Año  | Título                     | Papel                      | Notas |
| ---- | -------------------------- | -------------------------- | ----- |
| 1974 | Dulces mujeres             | Kim                        |       |
| 1979 | Meteoro                    | Mujer siberiana            |       |
| 1981 | La loca historia del Mundo | Esclava. El imperio romano |       |
| 1984 | Splash                     | Dr. Fujimoto               |       |